# Tokyo Auto Salon
Ne pas confondre avec Salon de l'automobile de Tokyo
Le Tokyo Auto Salon (東京オートサロン, Tōkyō Ōto Saron) est un salon automobile dédié aux équipementiers annuel qui se tient en janvier de chaque année au centre de convention du Makuhari Messe de Chiba, au Japon. Il est l'un des principaux salons mondiaux consacré à la modification d'automobile, à la personnalisation, aux pièces détachées, aux accessoires et à la technologie embarquée. Il est organisé par le Tokyo Auto Salon Association (TASA) en association avec le Comité du marché des pièces de rechange Nippon Auto Parts (NAPAC).

## Présentation
Le Tokyo Auto Salon est organisé à Chiba, sur l'île de Honshū, dans la métropole de Tokyo, depuis 1983. Il est consacré aux équipementiers automobiles, peu de nouveaux modèles y sont présentés, ceux-ci étant exposés au Tokyo Motor Show, mais il est orienté sur la personnalisation, la transformation, la préparation et la compétition automobile. Les grands constructeurs y présentent néanmoins de nombreux concept-cars.

## Éditions

### 2013
- Honda CR-V Mugen Concept[1]
- Honda S2000 Modulo Climax[2]

### 2015
- Mitsubishi Lancer Evolution X Final Concept[3]
- Toyota S-FR Racing Concept[4]

### 2019
L'édition 2019 du salon a lieu du 11 au 13 janvier 2019.
- Honda Neo Classic Racer Concept
- Mitsubishi Outlander PHEV Street Sport[5]
- Mitsubishi Eclipse Cross Street Sport[5]
- Subaru Forester STI Concept[6]
- Subaru Impreza STI Concept[6]
- Suzuki Jimny Sierra Concept
- Suzuki Jimny Survive Concept
- Toyota GR Supra Super GT Concept

### 2020
Nouveautés
- Subaru Levorg STI Sport[7]
- Toyota Yaris GR-4

Concept-cars
- Honda S2000 20th Anniversary Prototype[8][source insuffisante]

### 2022
L'édition du salon se déroule du 14 au 16 janvier 2022.
- Lexus NX Offroad Concept[9]
- Mitsubishi K-EV Concept X Style[10]
- Mitsubishi Ralliart Concept[11]
- Nissan Caravan Mountain Base Concept[12]
- Nissan Caravan Myroom Concept
- Subaru STI E-RA Concept[9]
- Toyota GR GT3 Concept[13]

### 2024
L'édition du salon se déroule du 12 au 14 janvier 2024.
Nouveautés
- Nissan Ariya Nismo[14]

Concept cars
- Hyundai NPX1 Concept[15]
- Lexus LBX Morizo RR Concept[16]